# Sofie Goos
Sofie Goos nació el 6 de mayo de 1980 en Turnhout en Bélgica. Es una triatleta profesional especialista en triatlones de larga distancia y ganadora de la competición Ironman.
El 15 de mayo de 2016, un hombre desconocido apuñaló a Goos sin motivo alguno durante un entrenamiento en Amberes, obligándola a recibir tratamiento en cuidados intensivos.
En 2017, la carreta de ciclismo denominada como Grote Prijs Borgerhout fue renombrada como Grote Prijs Sofie Goos (o simplemente GP Sofie Goos) con el fin de que el nombre de esta deportista atrajera más participantes a la misma.

## Palmarés
2008
- oro en 1/4 Triatlón Kapelle-op-den-Bos
- oro en  3/4 Triatlón Ibiza

2009
- oro en  Ironman Florida - 9:08.38
- oro en  1/1 Triatlón Barcelona
- oro en  1/2 Triatlón Amberes
- oro en  1/4 Triatlón Kapelle-op-den-Bos
- oro en  1/4 Triatlón Brujas
- oro en  1/2 Triatlón Brasschaat

2010
- oro en  1/2 Triatlón Lisboa
- plata en 1/2 Triatlón Barcelona
- oro en  1/4 Triatlón Geel
- oro en  1/4 Triatlón Brujas
- oro en  1/4 Triatlón Brasschaat
- oro en  1/2 Triatlón Amberes[3]
- oro en  1/4 Triatlón Knokke